# Balko (Oklahoma)
Balko est une communauté non constituée en municipalité du comté de Beaver, dans l'Oklahoma, aux États-Unis. Sa population était de 473 habitants en 2020.

## Histoire
En 1903, un important groupe d'Allemands de Russie (notamment des Allemands de la Volga) mennonites est venu s'installer sur le territoire de Balko. Il existe toujours une église mennonite à Balko et beaucoup d'habitants descendent de ces premiers colons allemands. Une caractéristique importante du mode de peuplement germano-russe était sa tendance à former une communauté rurale dispersée, souvent le long d’une rivière et de ses affluents. Les Grandes Plaines du Dakota, du Kansas, du Nebraska ou de l'Oklahoma furent un espace de peuplement privilégié par ces Allemands orientaux qui y voyaient une grande similitude avec les steppes russes où ils vivaient auparavant.
Le bureau de poste de Balko a été établi le 14 mars 1904.
Balko a été dans les années 1930 touché par une série de tempêtes de poussières appelées Dust Bowl. Sont en cause des années de sécheresses importantes (1934-1936-1939-1940) et des méthodes d'agriculture trop agressives, une surexploitation des terres. Alors que des herbes de prairie retenaient et fixaient le sol auparavant, il a fini par s'éroder sous l'action des forts vents typiques de la région.
Ces tempêtes ont eu des conséquences importantes sur la santé des habitants et l'économie rurale de la région, qui s'est progressivement trouvée désertée.

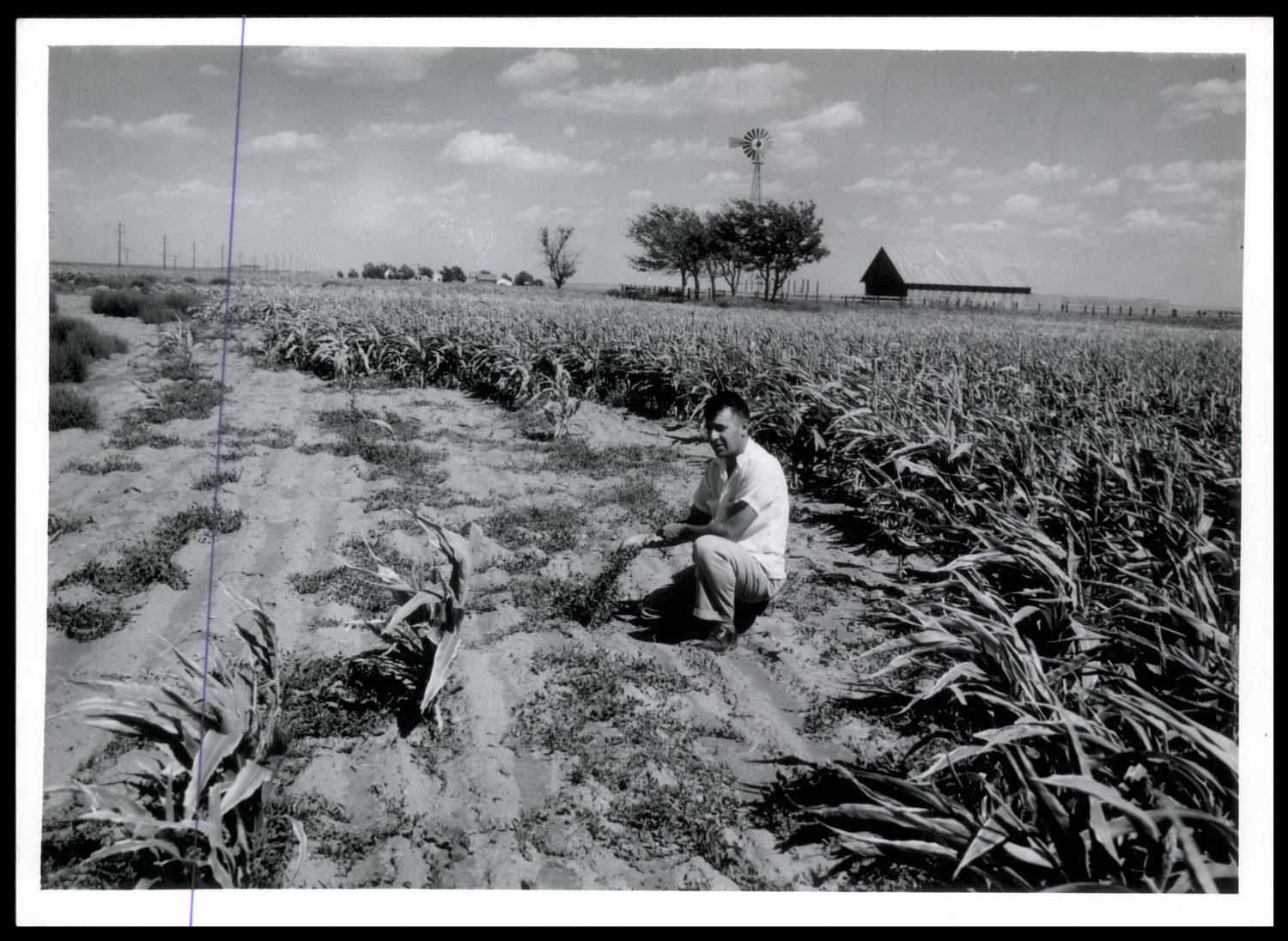
Balko, années 1950.

## Géographie
Balko est situé dans le Panhandle de l'Oklahoma, le long de la route 412, à l'est de la route américaine 83 et à l'ouest de la route 270.
L'altitude maximale est de 908m, à l'extrême sud ouest du territoire de la communauté, au niveau de l'intersection de EW 35 Road et de Hollow N1173, à la frontière du Texas.
L'altitude minimale est de 771m, à l'extrême nord du territoire, au niveau de l'intersection entre la U.S. Route 83 et la Beaver River.
| Turpin (Oklahoma)   | Floris           | Beaver (Oklahoma)  |
| Hardesty (Oklahoma) | Balko            | Elmwood (Oklahoma) |
|                     | Perryton (Texas) |                    |

## Climat
Balko est situé au centre des États-Unis, dans la région des Grandes Plaines, bénéficiant d'un climat semi-aride. Elle fait partie également de la Tornado Alley.
La communauté a ainsi été traversé par une tornade classé F4 sur l'échelle de Fujita, le 18 mars 1982.
Ce sont au moins 5 tornades classées F2 qui ont touché la communauté depuis 1949 (20 mai 1949, 3 juin 1961, 30 avril 1978, 10 avril 2001 et 18 juin 2008).
| Mois                                | jan.  | fév.  | mars  | avril | mai  | juin | jui. | août | sep. | oct.  | nov. | déc.  | année |
| ----------------------------------- | ----- | ----- | ----- | ----- | ---- | ---- | ---- | ---- | ---- | ----- | ---- | ----- | ----- |
| Température minimale moyenne (°C)   | −7,7  | −5,7  | −1,6  | 3,6   | 9,5  | 15,1 | 17,9 | 17,2 | 12,6 | 5,4   | −1,4 | −6,2  | 4,9   |
| Température moyenne (°C)            | 0,3   | 2,4   | 6,8   | 12,2  | 17,4 | 22,9 | 25,8 | 24,9 | 20,4 | 13,8  | 6,7  | 1,4   | 12,9  |
| Température maximale moyenne (°C)   | 8,3   | 10,6  | 15,3  | 20,8  | 25,4 | 30,7 | 33,8 | 32,8 | 28,3 | 22,1  | 14,8 | 9,2   | 21    |
| Record de froid (°C)                | −27,2 | −26,1 | −20,6 | −10   | −2,8 | 5    | 8,3  | 7,8  | −1,7 | −11,7 | −20  | −24,4 | −27,2 |
| Record de chaleur (°C)              | 27,2  | 30,6  | 35    | 38,3  | 41,1 | 43,9 | 44,4 | 41,1 | 41,1 | 36,7  | 31,1 | 25,6  | 44,4  |
| Ensoleillement (h)                  | 10,5  | 11,3  | 12,4  | 13,6  | 14,6 | 15,1 | 14,8 | 13,9 | 12,8 | 11,7  | 10,7 | 10,2  | 12,6  |
| Précipitations (mm)                 | 12    | 18    | 32    | 41    | 79   | 78   | 72   | 66   | 48   | 40    | 24   | 17    | 528   |
| dont neige (cm)                     | 7,4   | 9,1   | 8,6   | 2     |      |      |      |      |      | 0,8   | 4,6  | 8,6   | 41,1  |
| Nombre de jours avec précipitations | 2     |       | 4     |       | 7    | 6    | 6    | 6    | 5    | 4     | 3    | 3     | 54    |

## Économie
L’économie locale relève essentiellement de l’agriculture, de l’élevage et de l’industrie pétrolière.

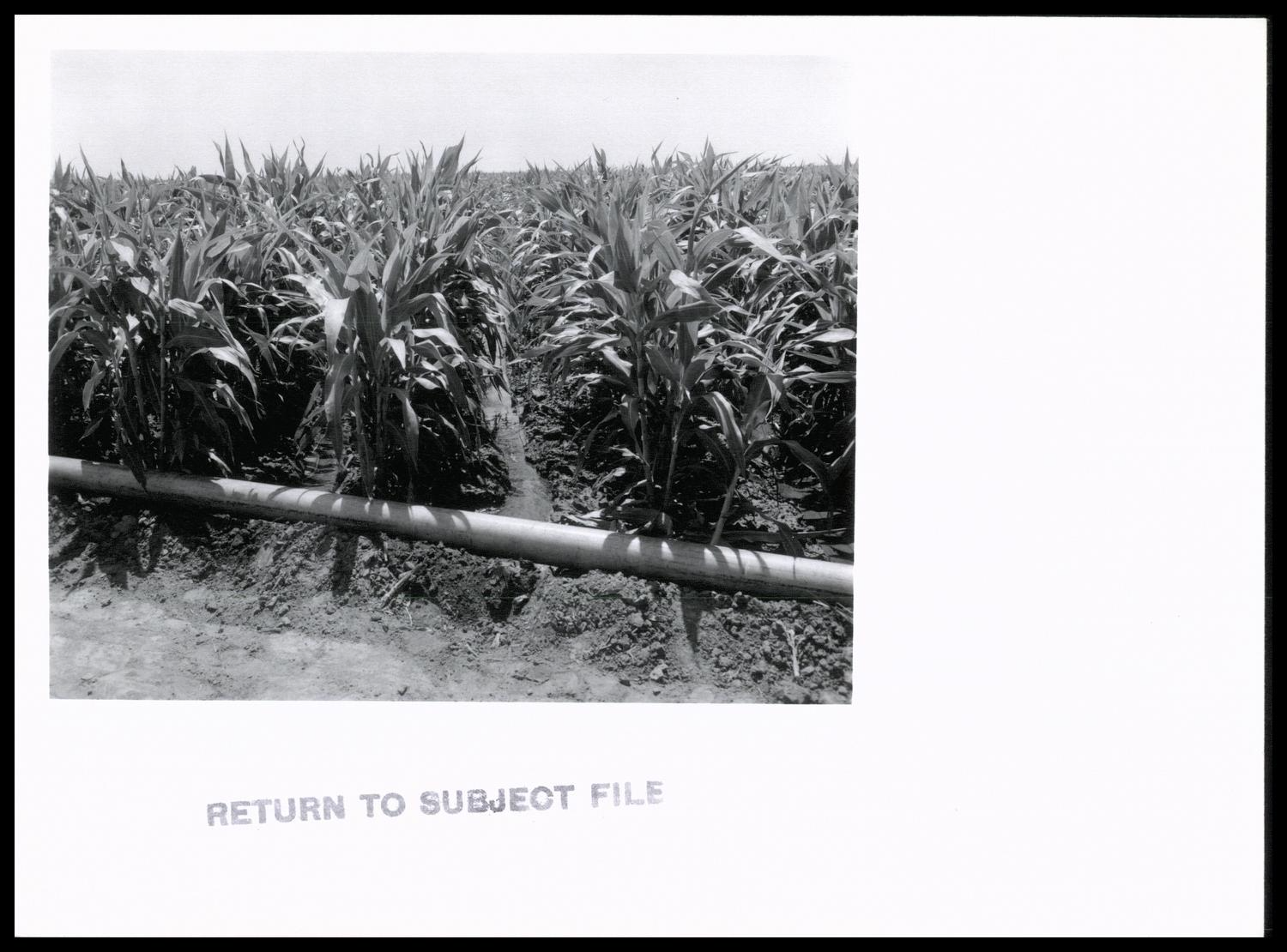
Cultures à Balko, 1958.

En 2022, le revenu moyen d'un ménage était de 51.750$ (soit 47005,82 euros), la pauvreté touchait 1,6 % de la population.
29,5 % de la population travaillait pour les services locaux, étatiques ou fédéraux.
50,2 % de la population était employée ou travaillait dans une entreprise privée.
1,6 % des actifs étaient auto-entrepreneurs, 2,0 % travailleurs salariés du secteur privé à but non lucratif, 16,7 % travailleurs indépendants dans leur propre entreprise non constituée en société et travailleurs familiaux non rémunérés.

## Démographie

### Age et sexe
En 2022, à Balko, l'âge médian était de 44.5 ans, plus élevé que dans l'Etat de l'Oklahoma  (37.1 ans). 30,8 % de la population avait plus de 65 ans. 20,2 % des habitants étaient des enfants de moins de 18 ans (23,7 % dans l’État).
Répartition de la population en fonction de l'âge et du sexe :
|       | Homme | Femmes |
| ----- | ----- | ------ |
| 85+   | 6     | 16     |
| 80-84 | 4     | 8      |
| 75-79 | 19    | 77     |
| 70-74 | 6     | 4      |
| 65-69 | 12    | 5      |
| 60-64 | 9     | 23     |
| 55-59 | 16    | 2      |
| 50-54 | 18    | 4      |
| 45-49 | 0     | 20     |
| 40-44 | 11    | 25     |
| 35-39 | 33    | 20     |
| 30-34 | 2     | 7      |
| 25-29 | 5     | 0      |
| 20-24 | 17    | 4      |
| 15-19 | 6     | 41     |
| 10-14 | 20    | 19     |
| 5-9   | 11    | 14     |
| 5-    | 10    | 15     |

### Langues
En 2022, 97,7 % des habitants ne parlaient que l'anglais au domicile, et 2.3% parlaient l'espagnol.

### Composition raciale
En 2022, parmi les personnes de plus de 18 ans, Balko comptait : 346 blancs non hispaniques (353 hispaniques inclus), 28 hispaniques ou latinos, 2 asiatiques, 1 amérindien, 11 personnes se déclarant d’une autre race, et aucun noir. 11 personnes se déclaraient de deux races ou plus.

### Santé
En 2022, 24,4 % des habitants étaient touchés par au moins un handicap (17,5 % dans tout l’État). Parmi ces handicaps on comptait : 20,7 % de problèmes ambulatoires, 20 % de problèmes auditifs, 16,9 % de problèmes de vue, 4,9 % de difficultés à mener une vie en autonomie, 3,5 % de difficultés à s’administrer ses propres soins, et 2,5 % de problèmes cognitifs. Les habitants âgés sont particulièrement concernés par ces handicaps.

### Éducation
En 2022, 55,4 % des habitants de 25 ans ou plus avaient un bachelor degree (équivalent d’une licence en 4 ans, soit bac+4) ou plus, contre seulement 28,5 % dans tout l’État.

### Modes de transport utilisé pour travailler
En 2022, 68,7 % des habitants utilisaient leur voiture personnelle pour se rendre au travail, 14,0 % utilisaient le covoiturage, 5,8 % utilisaient la marche à pied, 11,5 % travaillaient depuis chez eux.

## Infrastructures

### Services

#### Police
La communauté est dépendante du Beaver County Sheriff, situé à Beaver (Oklahoma)

### Pompiers
Balko dispose d'une caserne de pompiers située à l'intersection des deux routes principales à Bryan's Corner.

#### Autres
Balko possède une école, une station-service, un restaurant, un magasin de pneus, trois églises et un bureau de poste. L'école locale est une école publique de type K-12, c'est-à-dire qu'elle dispense des enseignements allant de la maternelle à la terminale.

### Transports

#### Routes
La communauté de Balko est traversé par deux routes importantes :
-La U.S. Route 412, qui traverse le Panhandle de l'Oklahoma d'Est en Ouest,
-La U.S. Route 83, qui traverse les États-Unis du Nord au Sud en passant par Balko.

#### Aéroports
L'aéroport le plus proche est celui de Perryton au Texas situé à 28 kilomètres (18 miles) au sud (Perryton Ochiltree County Airport).
L'aéroport de Beaver, est quant à lui situé à environ 34 kilomètres (21 miles) au nord-est.
L'aéroport commercial le plus proche est Liberal Mid-America Regional dans le Kansas, à environ 68 kilomètres (42 miles) au nord-ouest.